# حفل توزيع جوائز جمعية موسيقى الريفية السنوي الثامن والخمسون
حفل توزيع جوائز جمعية موسيقى الريفية السنوي الثامن والخمسون من المقرر أن يُقام حفل توزيع جوائز يوم 20 نوفمبر 2024، في بريدجستون أرينا في ناشفيل بولاية تينيسي. سيتم بث الحفل مباشرة على أيه بي سي وسيكون متاحًا للبث في اليوم التالي على هولو.

## خلفية
في 30 سبتمبر 2024، أعلنت الجمعية أن ليني ويلسون، ستنضم إلى زميلها الحائز على جائزة سي ام ايه لوك برايان ونجمة اتحاد كرة القدم الأميركي بيتون مانينغ حيث سيعود الثنائي مرة أخرى كمضيفين للحفل القادم. استمرت أهلية الترشيح من 1 يوليو 2023 إلى 30 يونيو 2024. ينتهي التصويت على الجولة النهائية لجوائز سي ام ايه يوم الثلاثاء 29 أكتوبر.
تم الإعلان عن جورج سترايت كمتلقي لجائزة ويلي نيلسون للإنجاز مدى الحياة في 12 نوفمبر 2024. وجاء في بيان صادر عن الرئيسة التنفيذية لـ سي ام ايه سارة تراهرن "لم يكن هناك سوى عدد قليل من الفنانين الآخرين الذين يتمتعون بأصالة تكساس وأصالة الريف مثل جورج سترايت، وكان عشاق موسيقى الريف في جميع أنحاء العالم أفضل من ذلك. بصفته فنان العام الحائز على جائزة سي ام ايه ثلاث مرات والفنان الأكثر ترشيحًا على الإطلاق، فهو بمثابة مصدر إلهام ورمز للعديد من الفنانين الجدد العظماء الذين نعرفهم اليوم. "أنا سعيد للغاية لأننا نمنحه هذا التكريم المستحق."

## الفائزون والمرشحون
في 28 أغسطس، أعلنت جمعية موسيقى الريفية أن قائمة المرشحين ستصدر يوم الاثنين 9 سبتمبر. يتصدر مورجان والين الترشيحات بحصوله على 7 ترشيحات.
| فنان هذا العام | ألبوم هذا العام |
| --- | --- |
| - مورغان والين - لوك كومبس - جيلي رول - كريس ستابلتون - ليني ويلسون | - جلد — كودي جونسون - هاير — كريس ستابلتون - بئر أعمق — كيسي ماسجريفز - الآباء والأبناء — لوك كومبس - كنيسة ويتسيت — جيلي رول |
| مغني هذا العام | مغنية هذا العام |
| - كريس ستابلتون - لوك كومبس - جيلي رول - كودي جونسون - مورجان والين | - ليني ويلسون - كيلسيا باليريني - أشلي ماكبرايد - ميجان موروني - كيسي ماسجريفز |
| أفضل مجموعة غنائية لهذا العام | أفضل ثنائي صوتي لهذا العام |
| - السيادة القديمة' - السيدة أ - مدينة صغيرة كبيرة - شوارد الطين الأحمر - فرقة زاك براون | - بروكس ودون - الأخوين أوزبورن - دان + شاي - مادي وتاي - الحرب والمعاهدة |
| أغنية فردية لهذا العام | أغنية العام |
| - "الحصان الأبيض" — كريس ستابلتون - "أغنية بار (تبسي)" — شابوزي - "مونشاين البطيخ" — ليني ويلسون - "رخيص جدًا" — كودي جونسون - "حصلت على بعض المساعدة" — بوست مالون (بمشاركة مورغان والين)    | - "الحصان الأبيض" — كريس ستابلتون، دان ويلسون - "أحرقها" — هيلاري ليندسي، باركر ماكولوم، لوري ماكينا، وليز روز - "رخيص جدًا — جوش فيليبس - "حصلت على بعض المساعدة" — لويس بيل، آشلي غورلي، تشارلي هاندسوم، جوناثان هوسكينز، بوست مالون، إرنست كيث سميث، مورغان والين، وتشاندلر بول والترز - "الرسام” — بينجي ديفيس، كات هيغينز، رايان لاركنز |
| الفنان الجديد لهذا العام | موسيقي لهذا العام |
| - ميغان موروني - شابوزي - نيت سميث - ميتشل تينبيني - زاك توب - بيلي زيمرمان | - تشارلي وورشام، جيتار - توم بوكوفاك، جيتار - جيني فلينور، كمان - بول فرانكلين، جيتار فولاذي - روب ماكنيلي، جيتار |
| فيديو موسيقي لهذا العام | الحدث الموسيقي لهذا العام |
| - الزهور البرية والخيول البرية — ليني ويلسون - "بخس الثمن" — كودي جونسون - "حصلت على بعض المساعدة" — بوست مالون (بمشاركة مورغان والين) - "لست جميلة" — ميغان موروني - "الرسام" — كودي جونسون | - يبدو أنك تحبني — إيلا لانغلي (بمشاركة رايلي غرين) - "رعاة البقر يبكون أيضًا" — كيلسي باليريني (بمشاركة نوح كاهان) - "حصلت على بعض المساعدة" — بوست مالون (بمشاركة مورغان والين) - "أتذكر كل شيء" — زاك برايان (بمشاركة كيسي ماسغريفز) - "صنع الإنسان بارًا" — مورغان والين (بمشاركة إريك تشيرش)                                             |
| جائزة ويلي نيلسون للإنجاز مدى الحياة | |
| - جورج سترايت | |

### الجوائز الدولية
أُعلن عن الفائزين الدوليين في 21 نوفمبر 2024.
| جائزة الإنجاز الفني الدولي | جائزة الفنان الريفي العالمي | جائزة تطوير الموسيقى الحية |
| -------------------------- | --------------------------- | -------------------------- |
| - كيب مور                  | - جوش روس                   | - رون ساكاموتو             |